# Daniel Sumbu
Daniel Gabriel Sumbu (* 4. Mai 2007) ist ein angolanisch-kongolesischer Fußballspieler.

## Werdegang
Der Stürmer begann seine Karriere im Oktober 2015 beim SV Neubeckum und wechselte im Sommer 2019 zur SpVg Beckum. In der C- und B-Jugend spielte Sumbu in der Jugendabteilung des SV Lippstadt 08, bevor er im Sommer 2023 zu Arminia Bielefeld wechselte, wo er in der B-Junioren- und A-Junioren-Bundesliga zum Einsatz kommt. Bereits im Alter von 17 Jahren gab Sumbu sein Profidebüt, als er am 20. Oktober 2024 beim 3:1-Sieg im Drittligaspiel der Arminia gegen den VfL Osnabrück in der 87. Minute für Stefano Russo eingewechselt wurde. Sein erstes Pflichtspieltor folgte am 16. November 2024, als er beim 5:0-Sieg im Viertelfinale des Westfalenpokals gegen Westfalia Herne den Endstand erzielte. Das erste Ligator folgte am 22. Dezember 2024, als Sumbu den 1:1-Endstand im Spiel beim SV Waldhof Mannheim erzielte.
Nach sechs Drittligaeinsätzen für die Arminia wechselte Sumbu im Februar 2025 zur Reserve des österreichischen Bundesligisten SK Sturm Graz.